# Seasons of blood and hope
|  | Denne artikel er oprettet af botten PalnaBot ud fra en ekstern database. Den kan derfor have sproglige fejl eller mangler. Denne skabelon kan fjernes efter kontrol af indholdet. |

Blod og håb er en dokumentarfilm fra 2001 skrevet og instrueret af Lars Johansson.

## Handling
Instruktøren har i Kosovo opsøgt bønder på landet, handlende i småbyerne, de glemte, de oversete, de navnløse, som krigen er fejet henover, men som trods alt begynder igen eller fortsætter